# Хинте
Хинте (нем. Hinte) — община в Германии, в земле Нижняя Саксония.
Входит в состав района Аурих. Население составляет 7018 человек (на 31 декабря 2010 года). Занимает площадь 48,06 км².
Община подразделяется на 8 сельских округов.
На восточной окраине территории общины располагается крупнейший водоём Хинте — озеро Хифе.

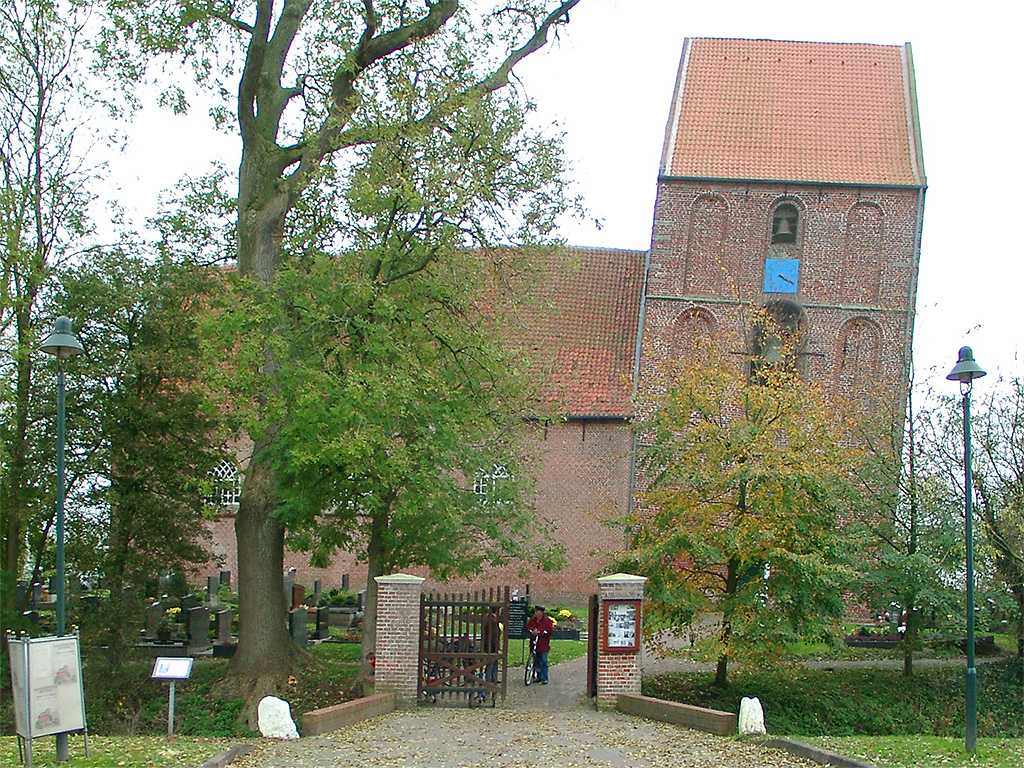
Хинте

| Год  | Население |
| ---- | --------- |
| 1990 | 7234      |
| 1995 | 7249      |
| 2000 | 7310      |
| 2005 | 7314      |
| 2010 | 7123      |